# Mohammed Al-Khojali
Mohammed Al-Khojali (arab. محمد الخوجلي; ur. 15 stycznia 1973 roku) – saudyjski piłkarz występujący na pozycji bramkarza. Obecnie gra w Al-Ra'ed Beraida.

## Kariera klubowa
Mohammed Babkr Al-Khojali zawodową karierę rozpoczynał w 1999 roku w An-Nassr. W debiutanckim sezonie zajął z nim 4. miejsce w saudyjskiej ekstraklasie. W klubie tym Al-Khojali spędził 8 sezonów. W ich trakcie nie osiągał żadnych sukcesów, a jego największym osiągnięciem było wywalczenie 3. miejsca w ligowej tabeli w latach 2001, 2002 oraz 2003. Latem 2004 roku nowym zawodnikiem drużyny został Mohammad Sharifi, z którym przyszło rywalizować Al-Khojaliemu o miejsce w podstawowej jedenastce.
Po zakończeniu sezonu 2006/2007 Al-Khojali został wypożyczony do drugoligowego Sudoos Rijad. Grał tam przez rok, po czym powrócił do An-Nassr i spędził w nim 9. w karierze sezon. W 2009 roku postanowił zmienić klub i podpisał kontrakt z Al-Ra'ed Beraida.

## Kariera reprezentacyjna
W reprezentacji Arabii Saudyjskiej Al-Khojali zadebiutował w 2001 roku. Rok później Nasser Al-Johar powołał go do 23-osobowej kadry na Mistrzostwa Świata 2002. Na boiskach Korei Południowej i Japonii Saudyjczycy nie zdobyli ani jednego punktu i odpadli w rundzie grupowej. Na mistrzostwach pierwszym bramkarzem saudyjskiej drużyny był Mohammed Al-Deayea, który bronił we wszystkich 3 spotkaniach. Dla drużyny narodowej Al-Khojali zaliczył łącznie 13 występów.